# Грабричина
Грабричина је насељено место у општини Велика Лудина, у Мославини, Република Хрватска. До нове територијалне организације у саставу бивше велике општине Кутина.

## Становништво
| Националност       | 1991.       |
| Хрвати             | 43 (95,55%) |
| Срби               | 0           |
| Југословени        | 0           |
| остали и непознато | 2 (4,44%)   |
| Укупно             | 45          |